# Nahalin
Nahalin, también deletreado Nahhalin, Nahhaleen o Nahaleen, (en árabe: نحالين) es una ciudad palestina ubicada en la provincia de Belén, al suroeste de Belén, en Cisjordania. Según el censo de 2007 realizado por la Oficina Central de Estadísticas de Palestina, el pueblo tiene 6.827 habitantes. El nombre de la localidad proviene de la palabra nahaleen que significa 'colmena' en árabe.
El pueblo está situado en el interior de un enclave en el bloque de asentamientos de Gush Etzion, rodeado de los asentamientos israelíes de Gvaot, Rosh Tzurim, Neve Daniel y Betar Illit.
Después de los Acuerdos de Oslo II firmados en 1995, el 9% (1096 dunams) de la superficie total de Nahalin fue clasificada como Zona B, lo que significa que los asuntos civiles están bajo el control de la Autoridad Nacional Palestina y los asuntos de seguridad bajo el control de las Fuerzas de Defensa de Israel. Casi toda la superficie del municipio, el 91% (11.030 dunams), fue clasificada como Zona C, bajo control civil y militar del gobierno israelí, que impide cualquier construcción o aprovechamiento sin un permiso de la administración israelí en
Belén. La mayor parte de la tierra del Área C es tierra agrícola y zona abierta.